# Duny

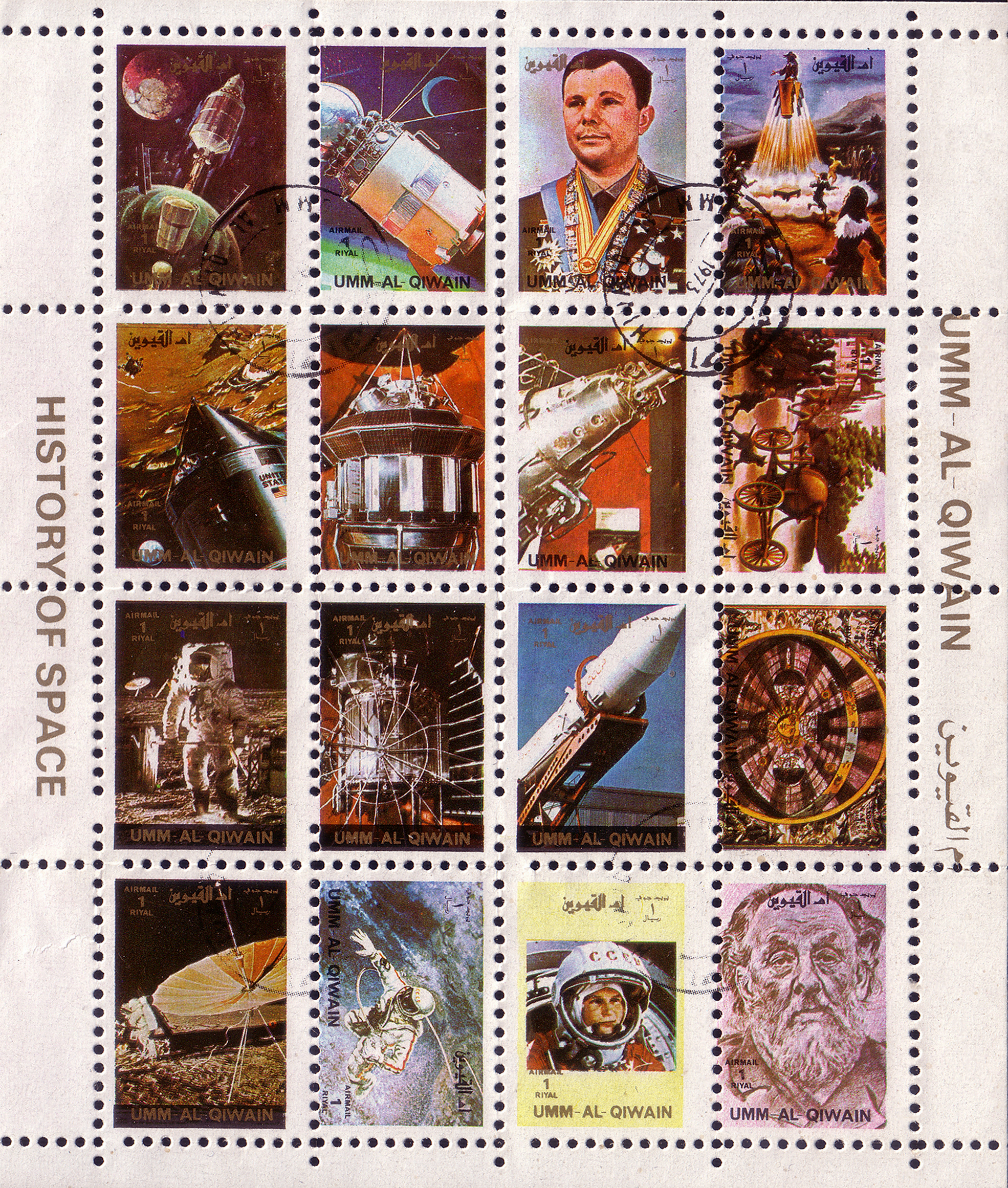
Blok známek emirátu
Umm al-Kuvajn

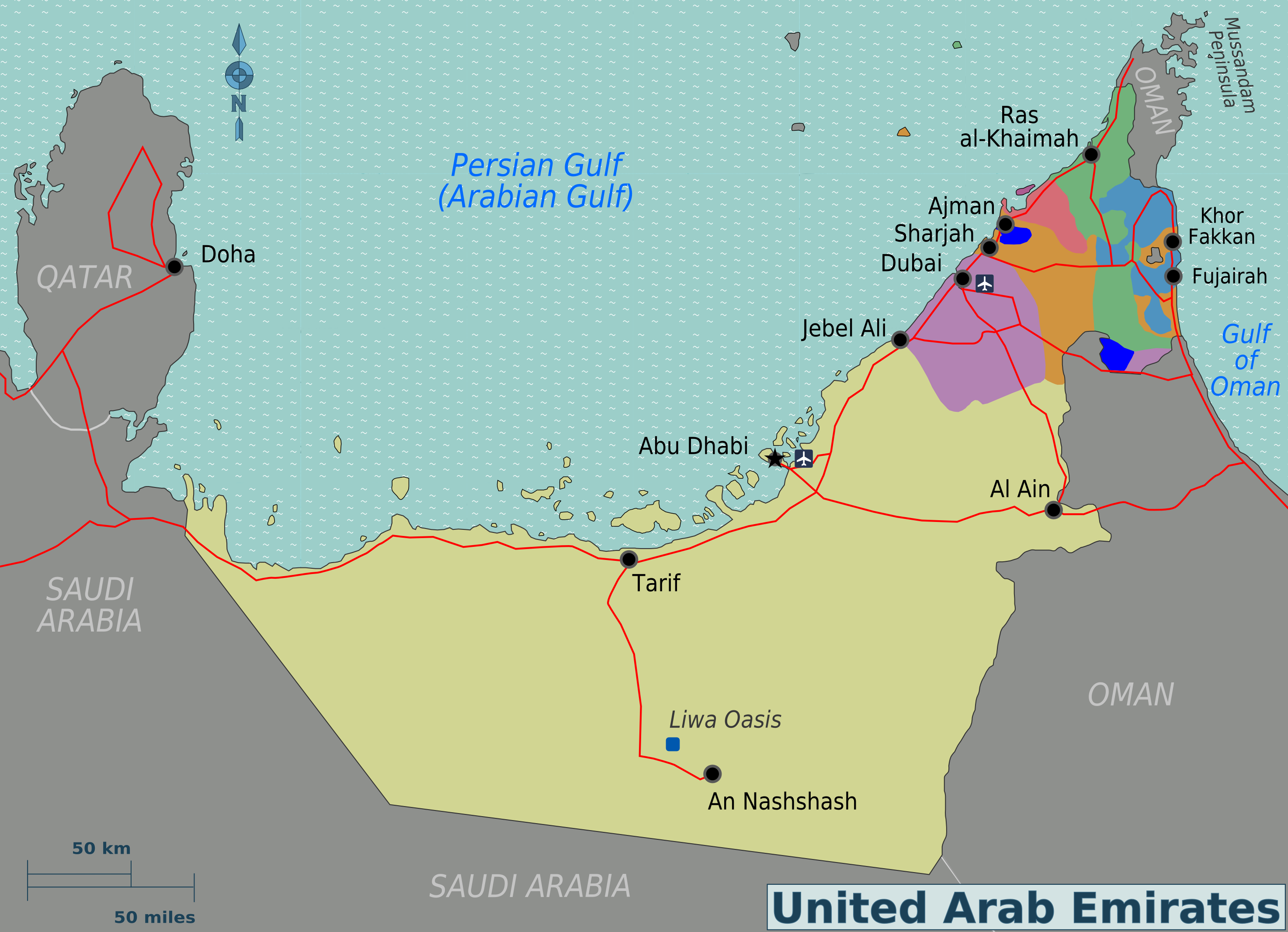
Mapa Spojených arabských emirátů

Duny je označení užívané filatelisty pro poštovní známky, které v šedesátých a sedmdesátých letech 20. století vydávaly malé pouštní státy (proto název „duny“), většinou britské protektoráty na území dnešního Jemenu, Ománu a Spojených arabských emirátů. Ve své době byly oblíbené mezi začínajícími sběrateli pro vizuální atraktivitu, ale vzhledem k tomu, že vycházely v neúměrně vysokých nákladech, je jejich tržní cena velmi nízká.
V roce 1963 poradil americký dobrodruh Bruce Condé emírovi za Šardžá, že by mohl vydělat na prodeji známek, které se budou jménem jeho země tisknout v zahraničí a prodávat přímo sběratelům. K projektu se záhy přidaly okolní země. Byl zaměřen na obor tematické filatelie: známky měly náměty z oblasti sportu, dopravy nebo výtvarného umění, byly okázale barevné, časté bylo vydávání aršíků. Neinformovanost autorů známek vedla k řadě kuriózních chyb, známá je například jemenská známka k ZOH 1968, na které je vyobrazen bob se třemi jezdci (ve skutečnosti závodí pouze dvouboby a čtyřboby). Často na známkách kolísal i sám název vydávající země, vzhledem k neujasněné anglické transkripci (například Ra's Al-Khaymah i Ras Al Khaima). Inflace byla značná: Adžmán (Emirate of Ajman) vydal za rok 1971 rekordních 488 známek. Na bloky byla mnohdy tištěna razítka, aby to vypadalo, že známky byly skutečně použity k frankování dopisů. 
Na území SAE (United Arab Emirates) byly známkovými zeměmi emiráty Adžmán (Emirate of Ajman), Dubaj (Dubai), Fudžajra (Fujairah), Rás al-Chajma (Ras Al Khaimah), Umm al-Kuvajn (Emirate of Umm Al Quwain) a Šardžá (Sharjah), stejně jako exklávy Manama a Chór Fakkán (Khor Fakkan). V Ománu vydávaly známky povstalecké vlády regionů Omán, Maskat a Dafár. V Jižním Jemenu domorodé státy Kuajtí (Qu'aiti), Kathiri, Mahra (Mahra Sultanate of Ghayda and Socotra) a Horní Jaffa (Upper Yafa). V Severním Jemenu provozovala vlastní emisi exilová vláda Jemenského království. V průběhu sedmdesátých let vznikly v oblasti centrální vlády, které převzaly i vydávání známek a „duny“ byly prohlášeny za neplatné. 
Duny nelze označit za nepoštovní známky: tyto státy skutečně existovaly, byť neměly plnou nezávislost, a provozovaly vlastní poštovní služby (i když někteří jedinci se pokusili na popularitě „dun“ přiživit emisemi známek neexistujících států Abd al-Kúrí nebo Hamríja). Žilo v nich však jen několik tisíc obyvatel, převážně negramotných, doručování zásilek v těchto zemích bylo na primitivní úrovni, takže se k poštovním účelům použil jen zlomek emise. Proto se známky zvané „duny“ v seriózních filatelistických katalozích vůbec neobjevují.